# Panaxia nigradonna
Panaxia nigradonna är en fjärilsart som beskrevs av Kettlewell 1943. Panaxia nigradonna ingår i släktet Panaxia och familjen björnspinnare. Inga underarter finns listade i Catalogue of Life.